# Nissan Wingroad
Nissan Wingroad — грузопассажирский автомобиль японского концерна Nissan, производимый для внутреннего рынка. Также модель продается в странах Южной Америки с левым рулём, в частности в Перу значительное количество такси — Nissan AD и Wingroad в 11 кузове. Предшественником Nissan Wingroad считается универсал Nissan Sunny California, с которым у автомобиля 1996 модельного года даже был общий кузов. Второе поколение производилось в 1999-2005 годах и имело общий кузов с утилитарным Nissan AD. По факту с AD отличия были только в мелочах комплектации салона. На платформе Nissan MS, на которой построен Wingroad третьего поколения, созданы такие автомобили как Nissan Bluebird Sylphy, Nissan Tiida и Nissan Note.

## Первое поколение
Первое поколение Nissan Wingroad (кузов Y10) базировалось на платформе Nissan Sunny и существовало в 14 модификациях. Присутствовали как механические, так и автоматические коробки передач, существовали полноприводные версии универсала. Гамма силовых агрегатов состояла из трех бензиновых двигателей (1300.1497 и 1838 куб.см) и Дизельный двигатель "CD17" объёмом 1.7л. и "CD20" объёмом 2.0л.(полноприводные автомобили были на двух вариациях двигателей).

## Второе поколение
Nissan Wingroad в кузове Y11 начали выпускать в мае 1999, а спустя 2 года новый шеф-дизайнер концерна Накамура Сиро доработал переднюю часть автомобиля, что значительно подняло продажи Wingroad: в 2001 году ежемесячный объём продаж этой модели составлял порядка 5000 единиц. В кузове Y11 могли скрываться 47 различных модификаций, если не считать построенный на той же платформе и с виду отличающийся только оптикой утилитарный универсал Nissan AD.
Доступные для Nissan Wingroad второго поколения двигатели — только бензиновые: QG13DE объемом 1,298 куб. см и мощностью 86 л.с устанавливался только на Ниссан Ад., QG15DE объемом 1497 куб.см и мощностью 105 л.с дорестаил устанавливался до 2002 г который стал переходным годом для двигателя QG15DE  мощностью 106 л.с улучшенной модификации и излеченными болячками 
предшественника 105 лошадного., то же самое коснулось и QG18DE объемом 1769 куб.см и мощностью 120 -123л.с., а также объемом 1998 куб.см QR20DE мощностью 150 л.с. и SR20VE мощностью 190 л.с. Полный привод был доступен только на автомобилях с 1,8- двигателями, коробки передач могли быть механическими или автоматическими, также добавился вариатор с возможностью ручного выбора одной из 6 предустановленных передач.
Дизель YD22DD в кузове Y11 устанавливался только на Nissan AD, как в полноприводном так и в переднеприводном варианте, с автоматической и механической КПП.

## Третье поколение
Nissan Wingroad третьего поколения начали выпускать в 2005 году, параллельно с этим обновили и утилитарный Nissan AD. Кузов Y12 стилизован под минивэн, при этом по сравнению с автомобилем предыдущего поколения новинка стала длиннее за счёт увеличения колёсной базы на 65 мм (ранее — 2535 мм). Гамма двигателей теперь включает в себя 1,2-  1,5- 1,6-( e-4wd) и 1,8-литровые бензиновые моторы, на большинстве выпущенных машин установлен вариатор.
Автомобили выпускаются как в переднеприводном варианте (кузов Y12), так и в варианте с системой полного привода e-4WD (кузов NY-12). 30 ноября 2016 года был проведён фейслифтинг AD, в ходе которого был переименован в NV150 AD. Wingroad был снят с производства 24 марта 2018 года, хотя модели AD производят по сей день.